# Devdas (film 1955)
Devdas (hindi: देवदास, urdu: دیوداس) to indyjski dramat miłosny z 1955 roku zrealizowany w oparciu o powieść Sharat Chandra Chattopadhyaya Devdas, tak popularną w Indiach, że tytułowy Devdas w języku potocznym oznacza człowieka niezdecydowanego, użalającego się nad sobą. Film wyreżyserował Bimal Roy, nagradzany za takie filmy jak Do Bigha Zamin, Madhumati, Parineeta (1953), Biraj Bahu, Sujata, czy Bandini. W tytułowej roli sławny aktor klasycznego kina Bollywoodu Dilip Kumar.
W 2005, Indiatimes Movies film zaliczono do 25 najbardziej godnych uwagi filmów Bollywoodu, (Top 25 Must See Bollywood Films).
W 2002 roku zrealizowano kolejną wysoko ocenioną adaptację historii Devdasa z Shah Rukh Khanem w roli głównej (Devdas (film 2002))

## Fabuła
Przyjaciele z dzieciństwa, rozpieszczony Devdas (Dilip Kumar) i piękna Parvati czyli Paro (Suchitra Sen) dorastają w małej wiosce. Devdas pochodzi z bogatej i ustosunkowanej rodziny, natomiast Paro ze znacznie biedniejszej. Po kolejnym złośliwym wybryku Devdas zostaje wysłany do szkoły w Kalkucie. Wraca po 10 latach i odkrywa, że przyjaźń zmieniała się w miłość. Ale gdy jego rodzice odrzucają propozycję małżeńską rodziców Paro, dziewczyna zostaje wydana za bogatego starszego wdowca. Załamany Devdas wyjeżdża do Kalkuty, gdzie pogrąża się w pijaństwie, ku rozpaczy zakochanej w nim pięknej tancerki Chandramukhi. 

## Obsada
- Dilip Kumar – Devdas
- Vyjayanthimala – Chandramukhi
- Motilal – Chunni Babu
- Suchitra Sen – Parvati (Paro)
- Pran
- Nasir Hussain – Dharamdas
- Baby Chand
- Maya Dass
- Murad – ojciec Devdasa
- Iftekhar – Brijudas